# Cary Joji Fukunaga
Cary Joji Fukunaga (em japonês: キャリージョージフクナガ; romaniz.: Kyarī Jōji Fukunaga; nascido em Oakland, Califórnia, Estados Unidos, em 10 de julho de 1977 (47 anos)) é um diretor, roteirista, produtor e diretor de fotografia norte-americano. Seu primeiro filme foi Sem Nome (2009), pelo qual obteve o prêmio de melhor diretor no Festival Sundance de Cinema, e subsequentemente o drama histórico Jane Eyre (2011) e o drama de guerra Beasts of No Nation (2015), que receberam aclamação da crítica. Dentre seus trabalhos televisivos, foi produtor executivo e diretor da primeira temporada da série True Detective, pela qual foi o primeiro diretor de ascendência leste asiática a ganhar o Emmy de melhor direção em série de drama. Após diversas mudanças na produção, escreveu, produziu e dirigiu o 25º filme do James Bond, 007 — Sem Tempo para Morrer (2021). Ele também co-escreveu a adaptação do livro de Stephen King, It (2017).
Ele dirigiu e foi produtor executivo da minissérie da Netflix Maniac (2018), também foi produtor executivo e dirigiu vários episódios da minissérie da Apple TV+, Masters of the Air (2024).
Em maio de 2022, diversas fontes anônimas acusaram o diretor de comportamentos inadequados nos sets de filmagem, ultrapassando os limites profissionais com solicitações sugestivamente sexuais utiliza ndoaua influência na iindústria para conhecer, manipular e perseguir jovens mulheres por anos. Ao ser indagado sobre as denúncias, Cary nega o seu envolvimento nos casos.

## Começo da vida
Fukunaga nasceu em 10 de julho de 1977 em Oakland, Califórnia, Estados Unidos. Seu pai, Anthony Shuzo Fukunaga, era um nikkei nipo-americano sansei , de terceira geração, nascido em um campo de concentração durante a Segunda Guerra Mundial. Sua mãe, Gretchen May Grufman, é sueco-americana, trabalhou como higienista dental e, mais tarde, como instrutora e professora assistente de História, pelo qual o diretor afirma ter herdado seu interesse pela história. Seus pais acabaram se divorciando eventualmente. Sua família frequentemente se mudou dentro da Baía de São Francisco, se mudando para Berkeley, Albany, Vallejo, Benicia, Sebastopol e de volta para Oakland.
Fukunaga frequentou a Analy High School. Ele se formou na Universidade da Califórnia em Santa Cruz com um Bacharelado em Artes em História em 1999, e frequentou o Instituto de Estudos Políticos de Grenoble, onde estudou geopolítica e direito internacional.
Fukunaga originalmente queria ser um snowboarder profissional, mas mudou para o Cinema na metade dos seus vinte anos. Ele começou como estagiário de câmera e depois se candidatou à escola de Cinema. Ele se matriculou no Programa de Pós-Graduação em Cinema da Tisch School of the Arts, na Universidade de Nova Iorque.

## Vida pessoal
Fukunaga mora na cidade de Nova York. Ele morou na França, Japão, Cidade do México e Londres, e é fluente em inglês, francês e espanhol. Ele considera a roteirista Naomi Foner uma mentora.
Em outubro de 2021, Raeden Greer acusou Fukunaga de pressioná-la a fazer uma cena de topless em True Detective que não estava incluída em seu contrato para seu papel como stripper.
Em abril e maio de 2022, três mulheres acusaram Fukunaga de várias formas de assédio sexual, incluindo manter relacionamentos com elas enquanto ocupava uma posição de poder sobre elas no local de trabalho.
A atriz e skatista Rachelle Vinberg postou vídeos no Instagram acusando Fukunaga de aliciamento sexual com muitas outras jovens atrizes, citando em particular sua experiência filmando seu comercial para a Samsung, "A Perfect Day", em 2016 (quando ela tinha 18 anos), e afirmou estar em terapia há um ano, diagnosticada com Transtorno de Estresse Pós-traumático (TEPT) como sequela. Em 5 de maio de 2022, as gêmeas Hannah e Cailin Loesch, que trabalharam em Maniac, acusaram Fukunaga de assédio sexual e aliciamento.